# Корнејан (Еро)
Корнејан (фр. Corneilhan) је насеље и општина у јужној Француској у региону Лангдок-Русијон, у департману Еро која припада префектури Безје.
По подацима из 2011. године у општини је живело 1622 становника, а густина насељености је износила 113,98 становника/km². Општина се простире на површини од 14,23 km². Налази се на средњој надморској висини од 49 метара (максималној 133 m, а минималној 27 m).

## Демографија
| 1962. | 1968. | 1975. | 1982. | 1990. | 1999. | 2011. |
| ----- | ----- | ----- | ----- | ----- | ----- | ----- |
| 951   | 1.017 | 1.136 | 1.265 | 1.363 | 1.536 | 1.622 |

График промене броја становника у току последњих година